# درمان به روش IRRT
درمان مبتنی‌ بر بازنویسی و پردازش مجدد تصاویر ذهنی‌ (به انگلیسی: IRRT: Imagery Rescripting & Reprocessing Therapy) یک روش درمانی است که عمدتاً برای درمان اختلالات استرس پس از سانحه و سایر اختلالات ناشی از آسیب‌های روانی به کار می‌رود. در این روش درمانی، مداخلات بصری و کلامی انجام می‌شود تا ارتباطی با تجارب حسی مرتبط با تروما برقرار شود. هدف این است که بیماران در یک محیط امن با این تجارب حسی روبه‌رو شده، آنها را تغییر داده و مدیریت کنند.

## شرایط درمانی
در این روش درمان، درمانگر به شیوه‌ی پرسشگری سقراطی با بیمار گفتگو می‌کند و بدین ترتیب فرآیند درمان را هدایت می‌کند. درمانگر با ایجاد فضا و چارچوب درمانی به بیمار کمک می‌کند، تا او خود محتوای درمان را طبق تصوراتش شکل دهد. این روش بر اساس فرضیاتی بنا شده که بیمار خود آگاه است و درمانگر تنها کمک می‌کند تا این آگاهی به تدریج کشف و از آن در مراحل بازنویسی استفاده شود. در طول این فرآیند، شخصیت بیمار به دو بخش تقسیم می‌شود: خودِ کودک/خودِ   پیشین و خودِ  بزرگسال/خودِ کنونی. در برخی از تجارب تروماتیک، وقایع استرس زا مانند جنگ، تصادف، بلایای طبیعی، مرگِ عزیزان و غیره نقش "آسیب‌زننده/مجرم" را می‌گیرد. بیماران مراحلِ درمان را روی به اصطلاح دو "صحنه" تجربه میکنند: صحنه ی داخلی/درونی یا حسی (in sensu) و صحنه ی خارجی/بیرونی یا در واقعیت (in vivo).

### خودِ  کودک/خودِ پیشین
این بخش از شخصیت بیمار، خودی است که تجربه  تروما را پشت سر گذاشته و هنوز به طور کامل آن را پردازش نکرده است. این خود (یا قربانی) هنوز تحت تأثیر قدرت آسیب‌زننده (یا مجرم) است و معمولاً احساس انزوامی‌کند و نیاز به محافظت دارد. همچنین، بخاطر چسبیدن به تصویری نادرست از «خود» که بر اساس روایتی تحریف شده و تمرکز بر ناتوانیها (در زمان آسیب‌دیدگی) ایجاد شده که آن نیز به نوبه ی خود موجب بروز احساساتی همچون خودتنفری، شرم و ناتوانی میشود، در رنج است. 

### خودِ بزرگسال/خودِ  کنونی
این خود معمولاً خودی قوی‌تر و بالغ‌تر است که ارتباط بهتری با واقعیت دارد. درمانگر با این خود تعامل کرده و به بیمار اجازه می‌دهد به خودِ کودک/خودِ پیشین دسترسی پیدا کند. هدف این «خود» این است که خودِ آسیب‌دیده را از آسیب (در زمان وقوع حادثه) محافظت کند. با این حال، در آغاز فرآیند درمان، این خودِ بزرگسال نیز ممکن است احساس ناتوانی کند و قادر نباشد نقش محافظ را به درستی ایفا کند.

## مراحل درمانی
درمان به سه مرحله تقسیم می‌شود که بسته به نیاز و شدت وضعیت بیمار، ممکن است با یکدیگر ترکیب یا تکرار شوند:

#### مرحله ۱: پردازش مجدد (Reprocessing)
در این مرحله، تصاویر، تجارب حسی و احساسات مرتبط با تروما از سوی بیمار دوباره در ذهن تجسم شده (صحنه ی داخلی) و سپس به طور دقیق بیان می‌شوند (مثال: صحنه ی آزارِ جنسی‌ یک کودک توسط یکی از اعضای خانواده). در این فرآیند، درمانگر باید با دقت زیاد به تنش‌های بیمار توجه کرده و لحظات عاطفی قابل توجه و شدید را شناسایی کند (مثال: صحنه ی ترساندن یا تحتِ فشار قرار دادن کودک برای انجام فعالیت جنسی‌). در صحنه ی خارجی، بیماران یا به مکان تروما می‌روند (مثال: اتاق خواب بچه) یا با عکس‌ها و اشیاء مرتبط با آن مواجه می‌شوند.

#### مرحله ۲: بازنویسی (Rescripting)
در این مرحله، تمرکز بر این است که بیمار با منشا یا علت اصلی‌  تروما در درون افکارش مواجه شده و از مجرم (مثال: عضو خانواده) سلب قدرت کند. بیمار به دو بخش خودِ کودک/خودِ پیشین و خودِ بزرگسال/خودِ کنونی تقسیم می‌شود. هدف این است که خودِ بزرگسال در آن وضعیت و لحظه ی مشخص (مثال: صحنه ی ترساندن یا تحتِ فشار قرار دادن کودک) وارد صحنه ی جرم شده و آن را تحتِ کنترل خود درآورد (مثال: بزرگسال خود را بینِ کودک و مجرم قرار دهد). در این فرآیند بیمار می‌تواند با ورود به صحنه ی تروما،  استراتژی‌های مقابله‌ای جدید به کار گیرد یا به اصطلاح «فیلمنامه ی» وحشتناک آن زمان را به صورت دلخواه و به نفع خودِ کودک/خودِ پیشین تغییر دهد (مثال: با حضورِ خودِ بزرگسال در اتاق خواب، کودک به خود جرات میدهد که فریاد زده، کمک بخواهد و دیگر اعضای خانواده را از این جریان با اطلاع کند، طوریکه مجرم احساس خطر کرده و از ترس آبرو صحنه ی جرم را ترک کند و در بهترین حالت، خانواده پس از باخبر شدن از این اتفاق این عضو را طرد کند).

#### مرحله ۳: خودآرامی (Emotional self-regulation)
در این مرحله، خودِ کودک/خودِ پیشین و خودِ بزرگسال/خودِ کنونی با هم آشتی می‌کنند (مثال: اثرات سوءاستفاده جنسی کودک در بزرگسالی‌ شامل شرم، خود سرزنشگری، مشکلات عزت نفس، اعتیاد، آسیب به خود، اختلالات خوردن و غیره). فرآیند تحول در درک تجارب حسی مرتبط با تروما انجام می‌شود (مثال: کودک خود را در جریان آن زمانِ آزار جنسی‌ مقصر میداند). در تعامل با واقعیت، تمرینات ذهن‌آگاهی که یاد گرفته شده‌اند، به کار گرفته می‌شوند. در این مرحله، درمانگر تنها با خودِ بزرگسال/خودِ  کنونی صحبت می‌کند و نه با خودِ کودک (مثال: بزرگسال کودک را تسلی‌ داده و به او اطمینان خاطر میدهد که تقصیر او نبوده و از او می‌خواهد که دیگر به خودش انقدر صدمه نزند).

#### بازگویی(Debriefing)
در پایان چگونگی تجربه تخیل توسط بیمار بررسی میشود. از بیماران پرسیده می شود که درمان برای آنها چگونه بوده است، در حال حاضر چه احساسی دارند و چه درس هایی از آن آموخته اند. در نهایت، بینش‌ها و برداشت‌های به‌دست‌آمده دوباره تکرار می‌شوند تا آموزه ها را تحکیم کنند.

## چگونگی شکل‌گیری این روش درمانی
امروزه استفاده از تکنیک تصویر‌سازی به عنوان یک عمل درمانی و معتبر تجربی شناخته شده است.
پیر ژانه در سال ۱۸۸۹ در استفاده از جایگزینی تصاویر پیشگام بود. او از هیپنوتیزم برای کمک به بیماران استفاده کرد تا آنها بتوانند رویدادهای آسیب زا را به عنوان تجربیات مثبت دوباره تصور کنند.
هانسکارل لُینر (Hanscarl Leuner) روانپزشک و رواندرمانگر آلمانی‌ تصویرسازی هدایت شده (Guided imagery) را به عنوان بخشی از مدل درمانی خود توسعه داد.
سپس تصویر‌سازی راه خود را به مکتب گشتالت نیز باز کرد. فریتس پرلز جلسات خود را با درخواست از بیماران برای فراخوانی تصاویر از رویاها یا تجسم ها آغاز کرد.
آرون تی بِک که وی را پدر شناخت‌درمانی و رفتاردرمانی شناختی می‌دانند، از تکنیک پرلز در گروه شناخت درمانی خود در اوایل دهه ۱۹۸۰ میلادی استفاده و آنرا را وارد محافل اصلی درمانی کرد.
مروین اِشموکر (Mervyn Schmucker) روانشناسِ متخصص در درمان اختلالات ناشی از آسیب‌های روانی است. او که همکار قدیمی آرون بِک، جفری یانگ و همکار پژوهشی ادنا فوآ (Edna Foa) می‌‌باشد، مدل درمانی شناختی بِک را توسعه داد و آزمایشهای IRRT خود را در سال ۱۹۸۹ در دانشگاه پنسیلوانیا آغاز کرد. این روش درمانی ابتدا بر درمان آثار خشونت‌های دوران کودکی و تأثیرات آن بر بزرگسالی تمرکز داشت. مروین اِشموکر از سال ۲۰۱۷ به عنوان مربی، ناظرِ بالینی و درمانگرِ IRRT در مرکز IRRT در ویسبادنِ آلمان (IRRT-Zentrum-Wiesbaden) مشغول به فعالیت است.